# Hufeland Klinikum
Das Hufeland Klinikum  ist ein Akutkrankenhaus in der Rudolph-Weiss-Straße 1–5, 99947 Bad Langensalza und ein Akademisches Lehrkrankenhaus der Universität Göttingen.

## Das Krankenhaus
Das Haus gehört mit 545 Betten, 13 modernen Operationssälen und ca. 1200 Mitarbeitern zu den großen Klinikbetrieben in Thüringen. Die Gesamtzahl der Patienten 2013 betrug 22.603 stationär und 80.584 ambulant. 12.121 Operationen wurden durchgeführt, davon 3.059 ambulant und es gab 674 Geburten.
2021 gliederte sich das Krankenhaus in folgende Fachbereiche:
- Klinik für Orthopädie, Unfallchirurgie, Wirbelsäulenchirurgie und Rheumatologie
- Klinik für Chirurgie
- Klinik für Innere Medizin
- Klinik für Anästhesie und Intensivmedizin
- Klinik für Gynäkologie und Geburtshilfe
- Klinik für Kinder- und Jugendmedizin
- Institut für Infektiologie & Pathobiologie (Labor, Krankenhaushygiene)
- Abteilung für diagnostische und interventionelle Radiologie
- 9 Zentren
- Belegabteilung Mund-, Kiefer- und Gesichtschirurgie
- Pflege

## Geschichte

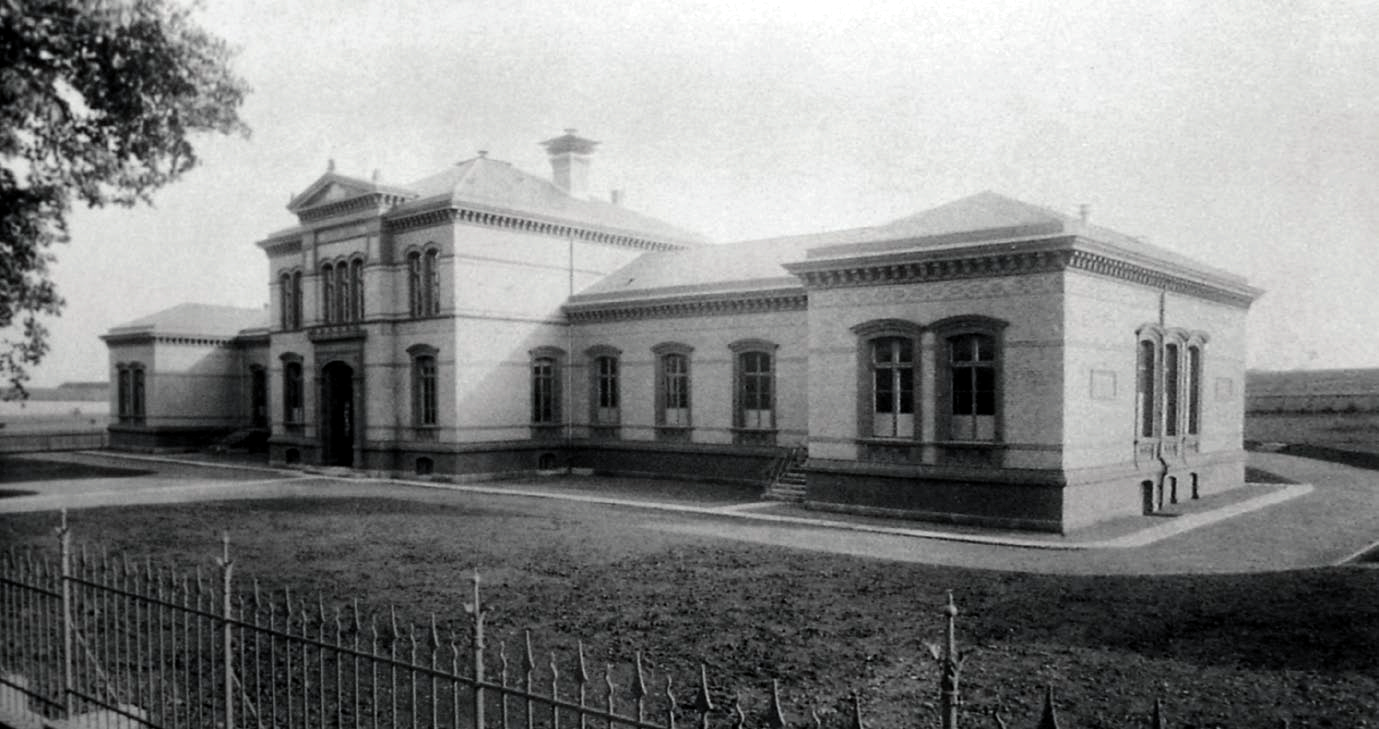
Das Krankenhaus nach Fertigstellung um 1880

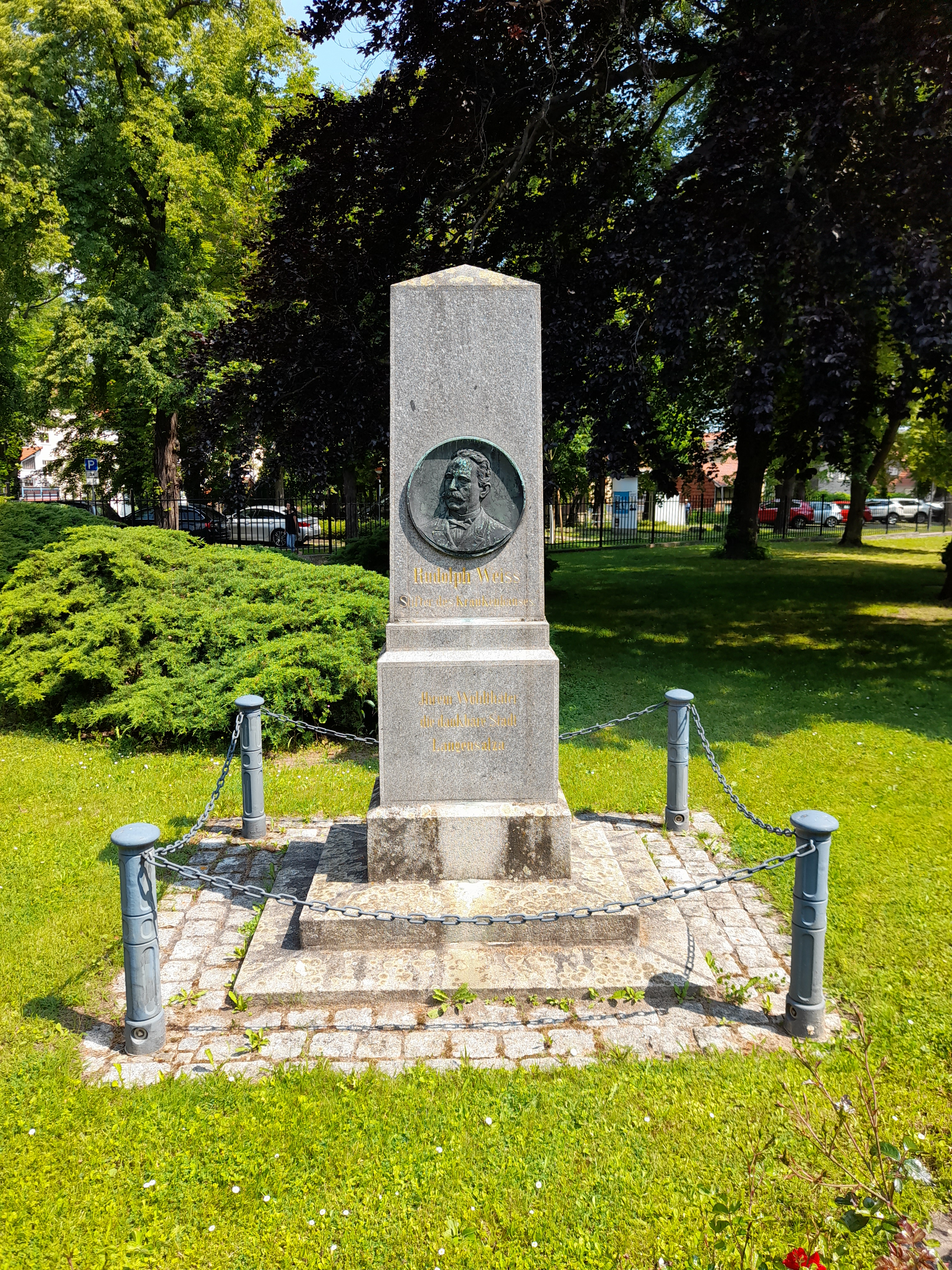
Das Stifterdenkmal (2021)

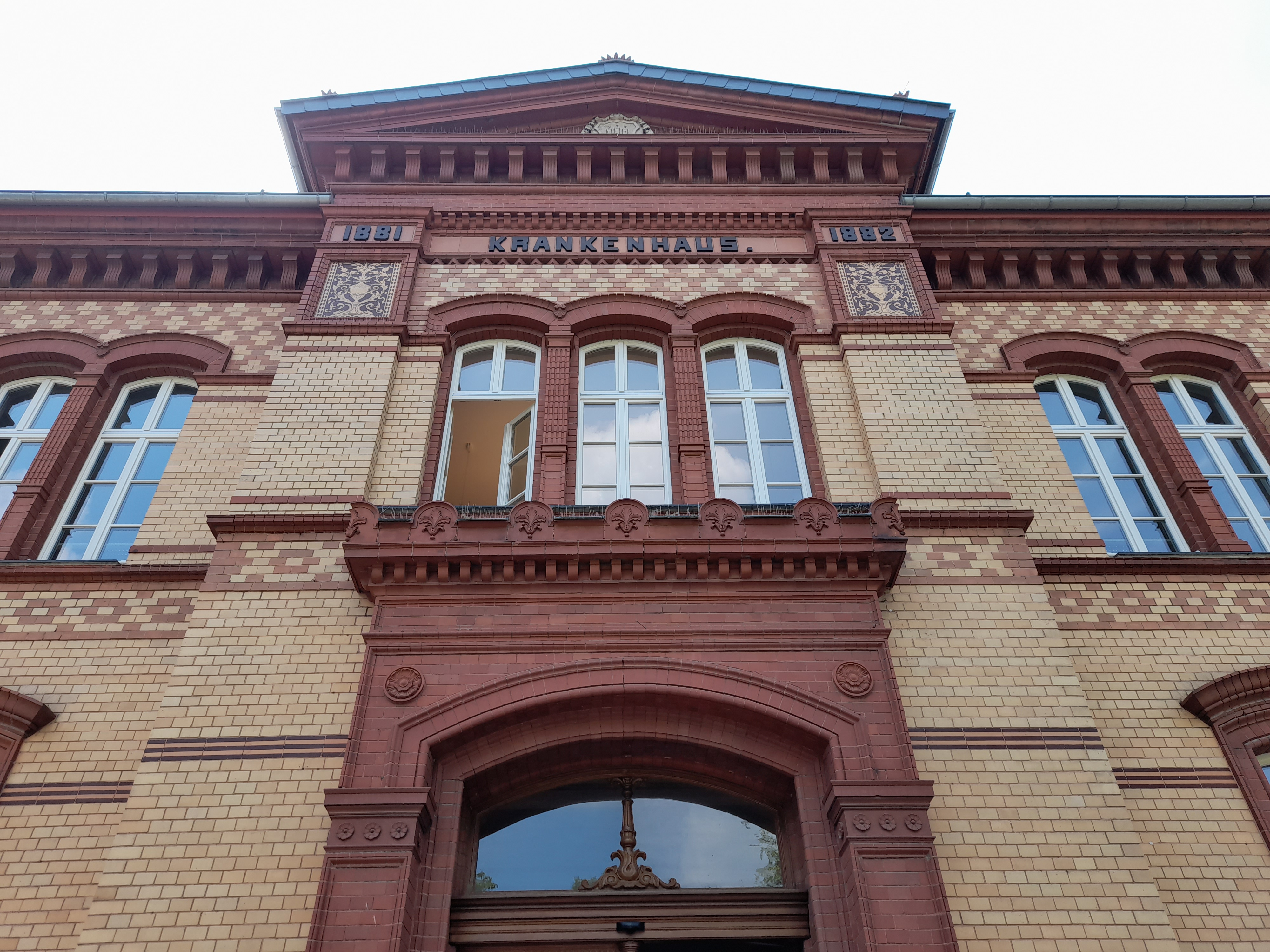
Das renovierte Hauptgebäude (2021)

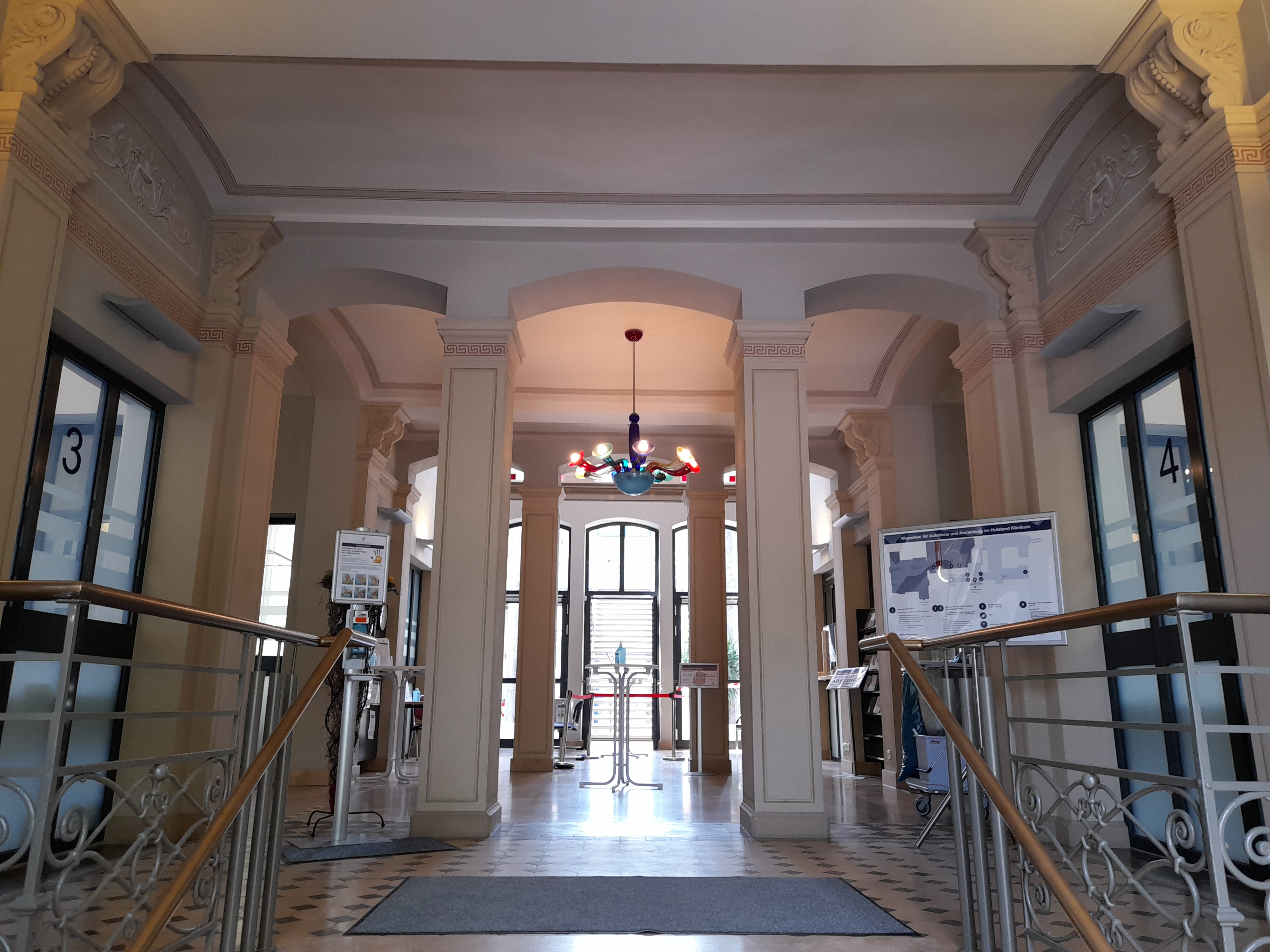
Die Eingangshalle (2021)

Die Geschichte des Krankenhauswesens in Bad Langensalza lässt sich bis ins Mittelalter zurückverfolgen. 1274 ließen Günther von Salza und dessen Vater Hugo in der Erfurter Vorstadt von Bad Langensalza das Hospital St. Georgi errichten, das unter dem Namen „Volkenroder Spittel“ bekannt wurde. 1642 wurde dieses aufgrund der Ereignisse des Dreißigjährigen Kriegs hinter die schützenden Mauern der Stadt verlegt und hierzu ein Haus mit 21 Betten an der Enggasse erbaut. Es wurde noch 1832 als Städtisches Krankenhaus bezeichnet und gemeinsam mit dem Spital St. Wendelini verwaltet. Während der Schlacht am 27. Juni 1866 im Deutschen Krieg war das kleine Krankenhaus restlos überfordert, und es kamen erstmals Helfer des Roten Kreuzes zum Einsatz.
1881/1882 stiftete der Textilunternehmer Rudolph Weiß (1824–1893) der Stadt Bad Langensalza ein der Neuzeit entsprechendes Krankenhaus, die „Weiß´sche Stiftung“, das bereits am 1. Oktober 1883 an die Stadt übergeben wurde und seine Pforten für die ersten Patienten öffnete. Dafür wurde Weiß zu einem späteren Zeitpunkt mit dem preußischen Roten Adlerorden ausgezeichnet. Vor dem Krankenhaus wurde ein Denkmal errichtet und an seinem 70. Geburtstag am 4. Oktober 1894 eingeweiht.
1949 wurde im Krankenhaus eine ausbruchsichere Krankenzelle für Häftlinge und deren Bewachung eingerichtet und über die Einführung des Einklassensystems diskutiert. 1953 ging das Krankenhaus in die Trägerschaft des Kreises Langensalza über. 1962 wurde das Krankenhaus anlässlich des 200. Geburtstag des in Langensalza geborenen Christoph Wilhelm Hufeland nach ihm benannt. Im Folgejahr wurden auch alle Stationen des Krankenhauses nach berühmten Medizinern benannt. 1986 verfügte das Krankenhaus über fünf klinische Abteilungen: Kindermedizin, Gynäkologie, Innere Medizin, Anästhesie und Chirurgie. 1993 änderte das Krankenhaus seine Rechtsform zur Hufeland Krankenhaus GmbH Bad Langensalza. 1994–2004 erfolgten umfangreiche Erweiterungen in drei Bauabschnitten. 2007 wurde das Klinikum mit der Unstrut-Hainich Kreiskrankenhaus gGmbH verschmolzen.